# Fitzsimmonsnema reptiliae
Fitzsimmonsnema reptiliae ist eine Art der Spulwürmer und einziger Vertreter der Gattung Fitzsimmonsnema. Er ist ein Parasit des Dickdarms bei Landschildkröten, die Erstbeschreibung basierte auf einem Fund im Mastdarm einer Sporn-Flachschildkröte.

## Merkmale
Fitzsimmonsnema sind Atractinae, bei denen die Weibchen einen paarigen Geschlechtstrakt haben (didelphisch). Die Vulva liegt hinter der Körpermitte.
Die Kutikula von Fitzsimmonsnema reptiliae zeigt eine feine Querstreifung. Die Lippen sind durch eine Einschnürung deutlich vom Körper abgesetzt und tragen eine deutliche Papille. An der Lippeninnenseite treten eine Reihe knopfartiger Erhebungen auf, die Verlängerungen der Pharynx-Kutikula zu sein scheinen. Der Pharynx hat ein gleichmäßiges Lumen von 6 bis 9 µm und geht in den 6fach dickeren, muskulösen Ösophagus über. Die vordere Portion des Ösophagus (Corpus) ist 0,14 bis 0,21 mm lang geht dann in eine kurze, 11 bis 14 µm dicke Engstelle (Isthmus) über und diese in eine 41 bis 48 µm dicke, kolbenartige Erweiterung (Bulbus), welche mit einem Klappenapparat ausgestattet ist. Der Nervenring umgibt den Anfangsteil des Ösophagus und liegt 0,077 bis 0,1 mm hinter dem Vorderende. Die Exkretionspore liegt vor dem Bulbus oesophagei, 0,2 bis 0,3 mm hinter dem Vorderende.
Weibchen sind 1,36 bis 1,53 mm lang und 0,06 bis 0,067 mm dick. Die Vulva liegt bei 58,5 bis 60,5 % der Gesamtlänge. Sie hat keine offensichtlichen Lippen und liegt in einer leichten Vertiefung der Bauchkutikula. Die dünne und kurze Vagina zieht nach vorn. Der Uterus besteht aus zwei gegenläufig verlaufenden Ästen (didelphisch, opisthodelphisch) und enthält Eier, Morulae und am Ende ein bis zwei gewundene Larven. Der kurze Schwanz misst 0,108 bis 0,132 mm. Das Darmende ist durch drei große Rektaldrüsen gekennzeichnet, das Rektum ist von einer dicken Kutikula ausgekleidet.
Männchen sind 1,6 mm lang und 0,058 mm dick. Der Schwanz läuft spitz zu, ist 0,136 mm lang und bauchwärts gekrümmt. Die Spicula sind unterschiedlich, das linke ca. 70 µm lang, das rechte 42 µm. Das Gubernaculum ist grob dreieckig und sattelförmig. Der einzelne Hoden reicht bis 0,91 mm hinter das Vorderende.